# Sin-shumu-lishir
Sin-shumu-lishir (of Sin-shum-lishir) greep voor korte tijd de macht in Assyrië in 626 v.Chr.  Er is weinig bekend over hem omdat deze tijd erg chaotisch was en er weinig bronnen zijn. Er was in Assyrië volop burgeroorlog na de dood van de machtige koning Assurbanipal.
Sin-shumu-lishir verschijnt in Assyrische bronnen eerst als een generaal van de koning die hij van de troon stootte, Ashur-etil-ilani, een zoon van Assurbanipal.  In de koningslijst van Uruk wordt aan hem één regeringsjaar toegekend, voorafgaande aan Sin-shar-ishkun. 
Zij eerste regeringsjaar wordt bevestigd in teksten van de Babylonische steden van Bab-ili, Nippur, en Ru'a. Omdat er slechts sprake in van één jaar is het niet waarschijnlijk dat zijn tijd op de troon veel langer dan dat was. Hij had ook nooit het volledige rijk onder controle. Babylonië was waarschijnlijk voor een deel niet in zijn macht.
Zijn jaar op de troon moet 626 v.Chr. geweest zijn, omdat voordien Kandalanu over de geattesteerde steden heerste en daarna juist  Nabopolassar en Sin-shar-ishkun.